# Urušibarův nikl
Urušibarův nikl je forma niklu používaná jako katalyzátor hydrogenací, objevil jej Jošijuki Urušibara v roce 1951 při výzkumu redukce estronu na estradiol.

## Příprava
Nejprve se vysráží kovový nikl reakcí roztoku nikelnaté soli s nadbytkem zinku. Takto vysrážený nikl obsahuje poměrně velká množství příměsí zinku a oxidu zinečnatého. Katalyzátor se následně aktivuje působením zásady nebo kyseliny. Urušibarův nikl lze připravit několika mírně odlišnými způsoby a každý z nich má své označení; nejčastější jsou U-Ni-A a U-Ni-B. U-Ni-A se připravuje přidáním kyseliny, například octové, k vysráženému niklu. V případě U-Ni-B se po vysrážení přidává zásada, například hydroxid sodný. Při použití kyseliny se v ní většina zinku a oxidu zinečnatého rozpustí a odstraní, zatímco v případě zásady stále v produktu zůstává významné množství těchto látek.
K vysrážení niklu je možné použít i hliník nebo hořčík.

## Vlastnosti
Urušibarův nikl není samozápalný. Lze jej použít na většinu hydrogenací, kde se dá použít Raneyův nikl.

## Obměny
Nikl může být nahrazen kobaltem nebo železem, čímž vznikají katalyzátory s odlišnými vlastnostmi, Urušibarův kobalt a Urušibarovo železo.
Urušibarův kobalt se používá jako katalyzátor redukcí nitrilů na primární aminy. Urušibarovo železo má omezené využití, protože vykazuje vůči většině funkčních skupin nízkou aktivitu; používá se ovšem u částečných hydrogenací alkynů na alkeny.